# Присяжнюк, Николай Иванович
Николай Иванович Присяжнюк (род. 20 июля 1949, Барановка, Житомирская область) — российский инженер, президент Торгово-промышленной палаты Ростовской области.

## Биография
Родился 20 июля 1949 года в поселке Барановка, Житомирская область (Украина).
Окончил Новочеркасский политехнический институт, электромеханический факультет (1976).
Работал главным инженером, затем директором Новочеркасского комбината пищевых продуктов (1976—1984), директором Новочеркасского продторга (1984—1989).
Возглавлял городскую администрацию г. Новочеркасска (1989—2001). С 2001 года — президент Торгово-промышленной палаты Ростовской области.
Член Правления Торгово-промышленной палаты Российской Федерации, специалист в области финансов, экономики, управления.
Семья: женат; дочь; внучка .

## Награды и звания
- Орден РПЦ Святого Владимира III степени (1995).
- Медаль ордена «За заслуги перед Отечеством» III степени (1997).
- Почётный гражданин Новочеркасска